# Mokiti Okada
Mokiti Okada (岡田茂吉, Okada Mokichi) (23 de dezembro de 1882 – 10 de fevereiro de 1955) foi o fundador da Igreja Messiânica Mundial (世界救世教, Sekai Kyusei Kyo izunome), na qual é conhecido pelo título honorífico de Meishu-Sama (明主様, Meishu-Sama, Senhor da Luz).

## Biografia

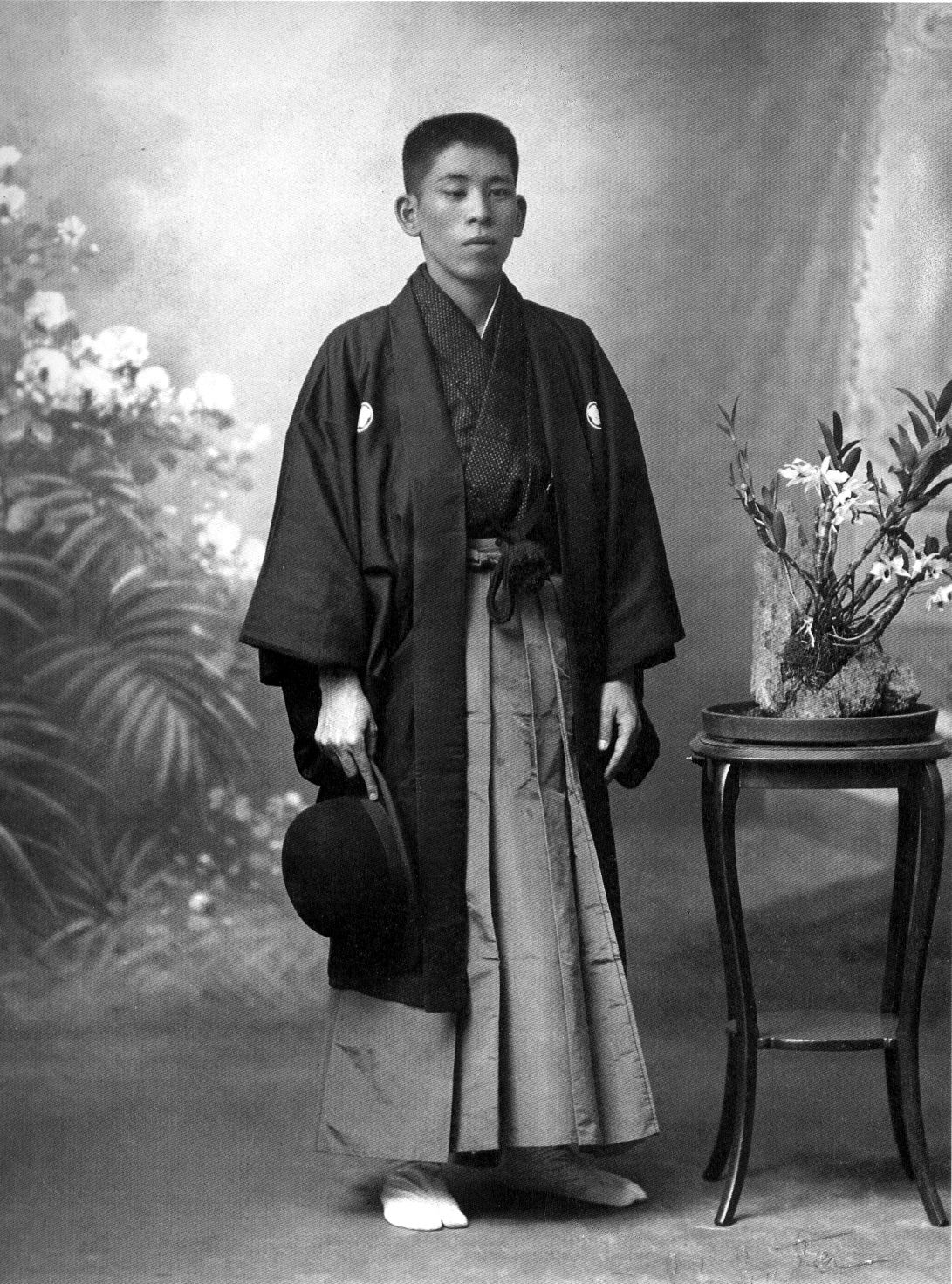
Mokiti Okada em sua juventude

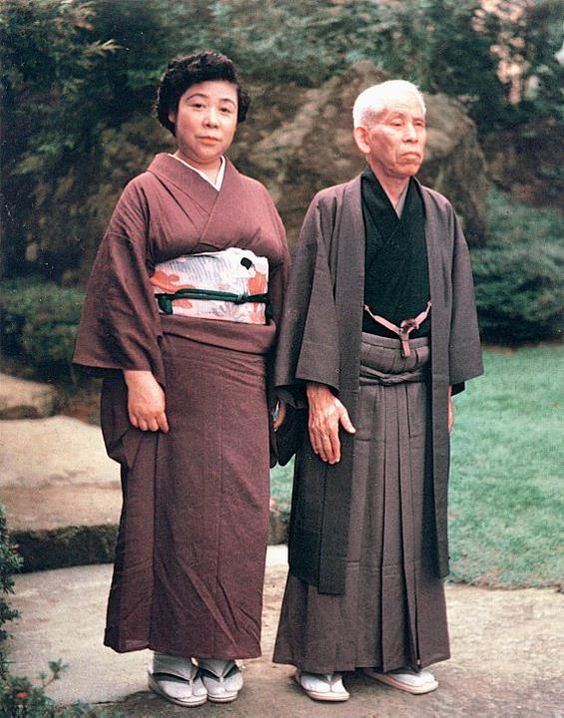
Mokiti Okada à direita e sua esposa, Yoshi Okada, à esquerda

Mokiti Okada nasceu em 1882 no bairro de Asakusa, em Tóquio, tendo sido admitido aos cinco anos de idade na Escola das Belas Artes de Tóquio. No entanto, foi obrigado a desistir dos estudos pouco depois devido a graves problemas de saúde. Em 1907, abriu o seu próprio negócio, tendo feito fortuna no negócio da joalharia. Em 1919, a sua primeira esposa morre e nos anos seguintes o seu negócio é duramente afetado pela crise económica mundial que se seguiu à Primeira Guerra Mundial (1920) e pelo grande terremoto de Kanto (1924). Seguidor desde 1920 do Oomoto (uma seita religiosa derivada do Xintoísmo), Okada dedicou-se então à descoberta espiritual e afirmou ter tido uma revelação de Deus em 1926, que o levou a abandonar os seus negócios e dedicar-se à vida religiosa em 1928, e a anunciar publicamente em 1 de janeiro de 1935 a sua visão para uma nova civilização, que deveria trazer paz permanente e felicidade para todos os seres humanos do mundo independentemente da sua origem ou religião, tendo fundado um movimento religioso com o objetivo de espalhar os seus ensinamentos, a Dai Nippon Kannon Kai (Associação Kanon Japonesa) de onde surgiu a Igreja Messiânica Mundial. Como filósofo sua principal obra escrita é "A Criação a Civilização", onde ele resume seus ensinamentos e estabelece princípios para a construção de uma nova civilização.
Okada acreditava que a única forma de ser feliz era ajudando outros a serem felizes, e apontou a medicina, a agricultura e a arte como as três áreas mais importantes na vida humana, tendo desenvolvido as suas próprias teorias filosóficas e métodos concretos para as colocar em prática, incluindo a sua técnica de cura e purificação, o Johrei. Logo após fundar a Igreja Messiânica Mundial, abriu um centro de reabilitação centrado nos poderes curativos da luz, mas este foi encerrado em 1936 sob a acusação de violar a Lei dos Prestadores de Cuidados Médicos (医師法違反). Nesse ano, Okada estabeleceu um método de agricultura originalmente chamado de "agricultura sem fertilizantes", ou "agricultura natural", que propõe um cultivo natural onde existe a harmonia com o meio ambiente, com a alimentação, com a saúde do homem e com a espiritualidade. Cerceado pela falta de liberdade religiosa no Japão à época, apenas a partir de 1947 (após o final da Segunda Guerra Mundial) é que o seu trabalho pôde ser abertamente divulgado.
Nos seus últimos anos de vida, Okada idealizou e promoveu a construção de três "protótipos do paraíso terrestre" (em Hakone, Atami e Quioto), formados por templos, jardins e museus destinados a expor as peças de arte que colecionava, pois defendia que a arte devia ser partilhada por todos e não escondida nas coleções privadas dos mais privilegiados.

### A Igreja Messiânica Mundial
Após a Segunda Guerra Mundial, as restrições à liberdade religiosa foram retiradas e em 1950, ele estabeleceu a Sekai Meshiya Kyô, a Igreja Mundial do Messias. O propósito disso era trazer a presença do espírito do Messias para toda a humanidade. Sua intenção, disse ele, sempre foi estabelecer tal organização e explicou que só havia seguido uma rota médica desde cedo porque havia pouca liberdade na época para ele praticar uma nova religião.
Ele foi um grande defensor da cultura, religião e arte de todo o mundo. Mais tarde, sua instituição foi renomeada como Igreja Messiânica Mundial (世界救世教 Sekai Kyūsei Kyō), em 1957.

### O nascimento do Messias
Em 19 de abril de 1954, sofre sintomas de um derrame celebral e adoece. Em 5 de junho, reúne os principais ministros dirigentes na sua residência em Atami, o Hekiun-so, e anuncia: "Fala-se sobre o nascimento do Messias, não é? Pois bem, o Messias nasceu. Não são somente palavras, pois trata-se de um fato. Eu também fiquei surpreso. Isso não é uma reencarnação; trata-se de nascer de novo".

### Cerimônia Provisória de Comemoração do Nascimento do Messias
Em 15 de junho realizou a Cerimônia Provisória de Comemoração do Nascimento do Messias.
Nesse dia, seu o estado de saúde não era muito bom, tendo subido no altar com muito custo, ajudado por terceiros. Como ficaram sabendo que poderiam encontrá-lo, após dois meses sem vê-lo, os fiéis ali se reuniram em número superior a 10 mil, provenientes de todo o Japão. Era a primeira vez que aparecia em público desde o início de sua doença. Estava todo vestido de branco e fez uma saudação bem simples.

### Morte
Mokiti Okada faleceu em 1955, aos 72 anos de idade, na sua residência em Atami, o Hekiun-so.

## Atividades artísticas
A escola Sangetsu (山月) do Ikebana, inspirada por Mokiti Okada, foi fundada em 15 de junho de 1972. A Fundação Mokiti Okada (MOA), oficialmente denominada MOA International Corporation desde 2009, foi criada em 1980 para continuar o trabalho de Okada para a criação de uma nova civilização com base nas suas filosofias e princípios, sem confinar a sua aplicação dentro de um quadro religioso. Grande parte da extensa coleção de arte de Okada está agora albergada no Museu MOA, em Atami.